# Eva Gabor

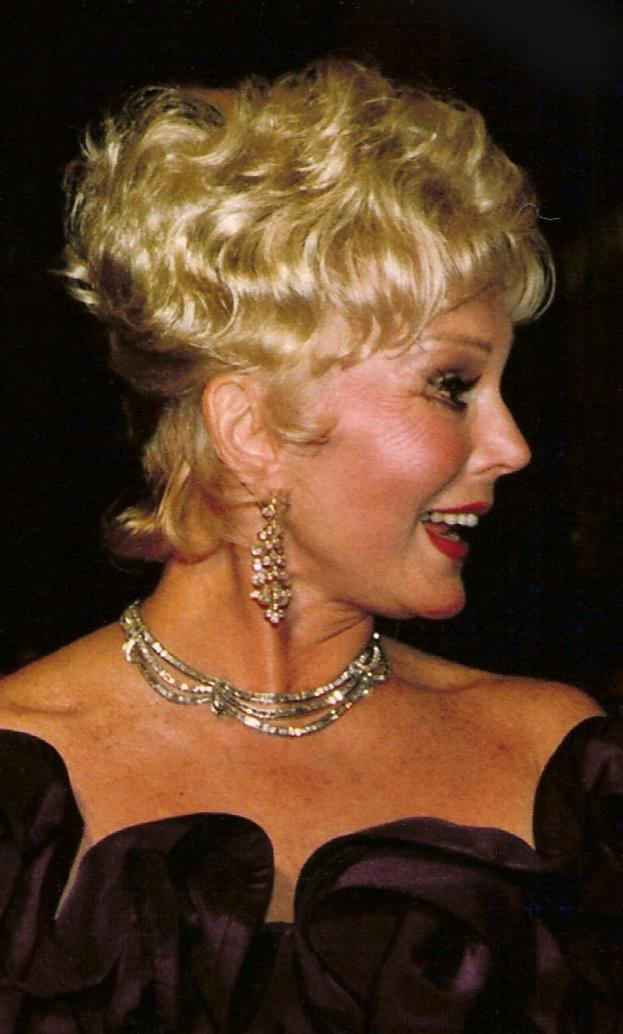
Eva Gabor

Éva Gábor (anhörenⓘ * 11. Februar 1919 in Budapest, Ungarn; † 4. Juli 1995 in Los Angeles, Kalifornien, USA) war eine US-amerikanische Schauspielerin und Komödiantin ungarischer Herkunft.

## Leben

### Frühes Leben
Eva Gabor war die Tochter von Vilmos Gábor (1881–1962) und seiner Ehefrau Jolie (1896–1997), die als Jansci Tilleman geboren wurde. Ihre älteren Schwestern waren Magda Gábor (1915–1997) und Zsa Zsa Gabor (1917–2016). Ab dem Alter von 15 Jahren erhielt Eva Gabor Schauspielunterricht, musste jedoch mit diesem wieder aufhören, als ihre Eltern den Beruf für zu vulgär hielten. Ihre Ehe mit dem schwedischen Physiker Erik Dimmer führte dazu, dass sie 1939 mit ihm in die Vereinigten Staaten nach Kalifornien zog.

### Karriere
Eva Gabor war bereits in ihrer Heimat Ungarn als Eiskunstläuferin und Sängerin aufgetreten und versuchte anschließend auch in den Vereinigten Staaten sich in der Unterhaltungsindustrie zu etablieren. Sie wurde noch vor ihrer Schwester Zsa Zsa die erste Person ihrer Familie, die in der Filmindustrie in Hollywood Arbeit fand. Dem Studio Paramount Pictures fiel Eva Gabors gutes Aussehen auf, woraufhin man sie unter Vertrag nahm und ihr Schauspiel- und Englischstunden finanzierte.
Ihr Filmdebüt gab sie 1941 in dem B-Film Forced Landing von Paramount. Sie übernahm zwar in den folgenden Jahren weitere Filmrollen, doch der Durchbruch blieb ihr zunächst verwehrt. 1950 erhielt sie sehr gute Kritiken für ihren Auftritt in der Broadway-Produktion The Happy Time, was ihr den Weg zu besseren Film- und Fernsehengagements ebnete. So übernahm sie eine Vielzahl von Rollen beim frühen Fernsehen. 1954 war sie eines der Mordopfer von Vincent Price im Horrorfilm Der wahnsinnige Zauberkünstler und wirkte am Musicalfilm Damals in Paris von Richard Brooks mit. 1958 hatte sie eine nennenswerte Nebenrolle als Mätresse Liane in dem mit neun Oscars ausgezeichneten Filmmusical Gigi unter Regie von Vincente Minnelli.
Ihre Popularität beim amerikanischen Publikum steigerte Eva Gabor ab 1965 erheblich durch die Sitcom Green Acres. In dieser spielte sie bis 1971 in 170 Folgen die Rolle der glamourösen New Yorker Anwaltsgattin Lisa Douglas, die mit ihrem Mann in das ländliche Dorf Hooterville zieht und sich dort eingewöhnen muss. Green Acres wurde nie im deutschsprachigen Raum ausgestrahlt, war aber in den Vereinigten Staaten sehr erfolgreich und zog noch 1990 einen weiteren Fernsehfilm nach sich, in dem Gabor erneut Lisa Douglas spielte. Bekannt ist Eva Gabor auch für ihre Sprechrollen bei Disney-Zeichentrickfilmen: 1970 sprach Eva Gabor die Mutterkatze Duchesse in der englischen Originalfassung von Aristocats, in den Jahren 1977 bzw. 1990 lieh sie bei den Disney-Filmen Bernard und Bianca – Die Mäusepolizei und Bernard und Bianca im Känguruland der Miss Bianca ihre Stimme.
Insgesamt umfasst Eva Gabors filmisches Schaffen zwischen 1941 und 1994 mehr als 80 Film- und Fernsehproduktionen. Ein Stern auf dem Hollywood Walk of Fame in der Kategorie Fernsehen erinnert an sie.

### Privates
Ähnlich wie ihre Schwestern, mit denen sie auch 1953 gemeinsam in einer Show in Las Vegas auftrat, war ihr Privatleben häufiger der Gegenstand von Klatschspalten. Auch Eva Gabor war mehrfach verheiratet, folgend die Auflistung ihrer Ehemänner:
- 1939–1942: Erik Dimmer (schwedischer Physiker)
- 1943–1950: Charles Isaacs
- 1956–1956: John Williams
- 1959–1972: Richard Brown
- 1973–1983: Frank Jameson

1964 geriet Eva Gabor in die Schlagzeilen, als sie sich gegen Diamantenräuber zur Wehr setzte und dabei von diesen schwer verletzt wurde.
Eva Gábor starb am 4. Juli 1995 im Alter von 76 Jahren an Lungenversagen, nachdem sie sich zuvor bei einem Sturz in der Badewanne eine Rippe gebrochen hatte. Überlebt wurde sie von ihrer hochbetagten Mutter und ihren älteren Schwestern. Sie wurde auf dem Westwood Village Memorial Park Cemetery im Los Angeles County beigesetzt.

## Filmografie
- 1941: Forced Landing
- 1941: New York Town
- 1941: Pacific Blackout
- 1942: Star Spangled Rhythm
- 1945: Skandal bei Hofe (A Royal Scandal)
- 1946: Die Gräfin von Monte Christo (The Wife of Monte Cristo)
- 1949: Your Show Time (Fernsehserie, eine Folge)
- 1949: The Silver Theatre (Fernsehserie, eine Folge)
- 1949: Song of Surrender
- 1949–1954: Studio One (Fernsehserie, drei Folgen)
- 1950: Masterpiece Playhouse (Fernsehserie, eine Folge)
- 1951: The Adventures of Ellery Queen (Fernsehserie, eine Folge)
- 1951: Tales of Tomorrow (Fernsehserie, eine Folge)
- 1951–1953: Suspense (Fernsehserie, drei Folgen)
- 1952: Pulitzer Prize Playhouse (Fernsehserie, eine Folge)
- 1952: Love Island
- 1953: Paris Model
- 1953–1955: The Philco Television Playhouse (Fernsehserie, zwei Folgen)
- 1953–1955: Goodyear Television Playhouse (Fernsehserie, zwei Folgen)
- 1954: Captain Kidd und das Sklavenmädchen (Captain Kidd and the Slave Girl)
- 1954: Der wahnsinnige Zauberkünstler (The Mad Magician)
- 1954: Danger (Fernsehserie, eine Folge)
- 1954: Damals in Paris (The Last Time I Saw Paris)
- 1954–1955: Justice (Fernsehserie, zwei Folgen)
- 1955: The Way of the World (Fernsehserie, eine Folge)
- 1955: Appointment with Adventure (Fernsehserie, eine Folge)
- 1955: Maler und Mädchen (Artists and Models)
- 1955–1956: Kraft Television Theatre (Fernsehserie, drei Folgen)
- 1956: Tales of the 77th Bengal Lancers (Fernsehserie, eine Folge)
- 1956–1957: Climax! (Fernsehserie, zwei Folgen)
- 1956–1958: Matinee Theatre (Fernsehserie, drei Folgen)
- 1957: The Truth About Women
- 1957: Mein Mann Gottfried (My Man Godfrey)
- 1957: Geh nicht zu nah ans Wasser (Don’t Go Near the Water)
- 1957–1958: General Electric Theater (Fernsehserie, zwei Folgen)
- 1958: Gigi
- 1958: The Further Adventures of Ellery Queen (Fernsehserie, eine Folge)
- 1959: You Asked for It (Fernsehserie, eine Folge)
- 1959: Eine tolle Nummer (It Started with a Kiss)
- 1959: Five Fingers (Fernsehserie, eine Folge)
- 1959: Adventures in Paradise (Fernsehserie, eine Folge)
- 1959, 1961: The Ann Sothern Show (Fernsehserie, zwei Folgen)
- 1960: Kein Fall für FBI (The Detectives, Fernsehserie, eine Folge)
- 1960: Dow Hour of Great Mysteries (Fernsehserie, eine Folge)
- 1960–1961: Harrigan and Son (Fernsehserie, zwei Folgen)
- 1960–1962: The United States Steel Hour (Fernsehserie, zwei Folgen)
- 1961: Heute Abend Dick Powell (The Dick Powell Show, Fernsehserie, eine Folge)
- 1961: Preston & Preston (The Defenders, Fernsehserie, eine Folge)
- 1963: Vacation Playhouse (Fernsehserie, eine Folge)
- 1963: Mickey and the Contessa (Fernsehfilm)
- 1963: Eine neue Art von Liebe (A New Kind of Love)
- 1963: Amos Burke (Fernsehserie, eine Folge)
- 1964: Ein Mann kam nach New York (Youngblood Hawke)
- 1965–1969: Petticoat Junction (Fernsehserie, neun Folgen)
- 1965–1971: Green Acres (Fernsehserie, 170 Folgen)
- 1968: Here’s Lucy (Fernsehserie, eine Folge)
- 1968: The Beverly Hillbillies (Fernsehserie, eine Folge)
- 1969: Wake Me When the War Is Over (Fernsehfilm)
- 1970: Aristocats (Stimme)
- 1970: Howdy (Fernsehfilm)
- 1971: The Red Skelton Show (Fernsehserie, eine Folge)
- 1975: Big Eddie (Fernsehserie, eine Folge)
- 1975: Ellery Queen (Fernsehserie, eine Folge)
- 1977: Bernard und Bianca – Die Mäusepolizei (The Rescuers, Stimme)
- 1977: Rosetti and Ryan (Fernsehserie, eine Folge)
- 1977–1986: Love Boat (The Love Boat, Fernsehserie, drei Folgen)
- 1978: Almost Heaven (Fernsehfilm)
- 1978, 1981: Fantasy Island (Fernsehserie, zwei Folgen)
- 1979: Nutcracker Fantasy
- 1981: Tales of the Klondike (Miniserie)
- 1982: Hart aber herzlich (Hart to Hart, Fernsehserie, Folge 4x02 Gifttorte)
- 1984: Hotel (Fernsehserie, eine Folge)
- 1985: Bridges to Cross (Fernsehserie, eine Folge)
- 1987: The Princess Academy
- 1990: Close Encounters (Fernsehfilm)
- 1990: Zoff in Hooterville (Return to Green Acres, Fernsehfilm)
- 1990: Bernard und Bianca im Känguruhland (The Rescuers Down Under)
- 1991: Dream On (Fernsehserie, eine Folge)
- 1994: Burkes Gesetz (Burke’s Law, Fernsehserie, eine Folge)